# پیر لوران (بازیکن فوتبال)
پیر لوران (انگلیسی: Pierre Laurent؛ زادهٔ ۱۳ دسامبر ۱۹۷۰) بازیکن فوتبال اهل فرانسه است.
از باشگاه‌هایی که در آن بازی کرده‌است می‌توان به باشگاه فوتبال استراسبورگ، باشگاه فوتبال باستیا، و باشگاه فوتبال لیدز یونایتد اشاره کرد.